# Keisha
Keisha  è un nome proprio di persona inglese femminile.

## Varianti
- Femminili: Keysha[1], Keshia[1], Keesha[2], Kisha[1][4], Kishia[4], Keshah[2]
  - Composti: Lakeisha[1][5], Lakeshia[1], Lakisha[1][5], Lakishia[5], Lakeesha[5], Nikeisha[1], NaKeisha[6], NaKeshia[6], NeKishia[6], Nykesha[6], Kakisha[7]

## Origine e diffusione
Si tratta di un nome di creazione recente, tipico della comunità afroamericana, di origine dubbia: potrebbe essere basato sul nome ebraico Keziah, ma non è da escludere l'ipotesi che sia del tutto inventato. Alcune fonti lo considerano un derivato di Isha (nome ebraico che significa "donna", che Adamo dà a Eva quando gli viene presentata), combinato con il prefisso Ke.
Tutte le forme composte sopra citate sono combinate con semplici prefissi popolari o forme tronche di altri nomi, come La e Ni.

## Onomastico
Il nome è adespota, ovvero non è portato da alcuna santa, quindi l'onomastico si può festeggiare il 1º novembre, giorno di Ognissanti.

## Persone

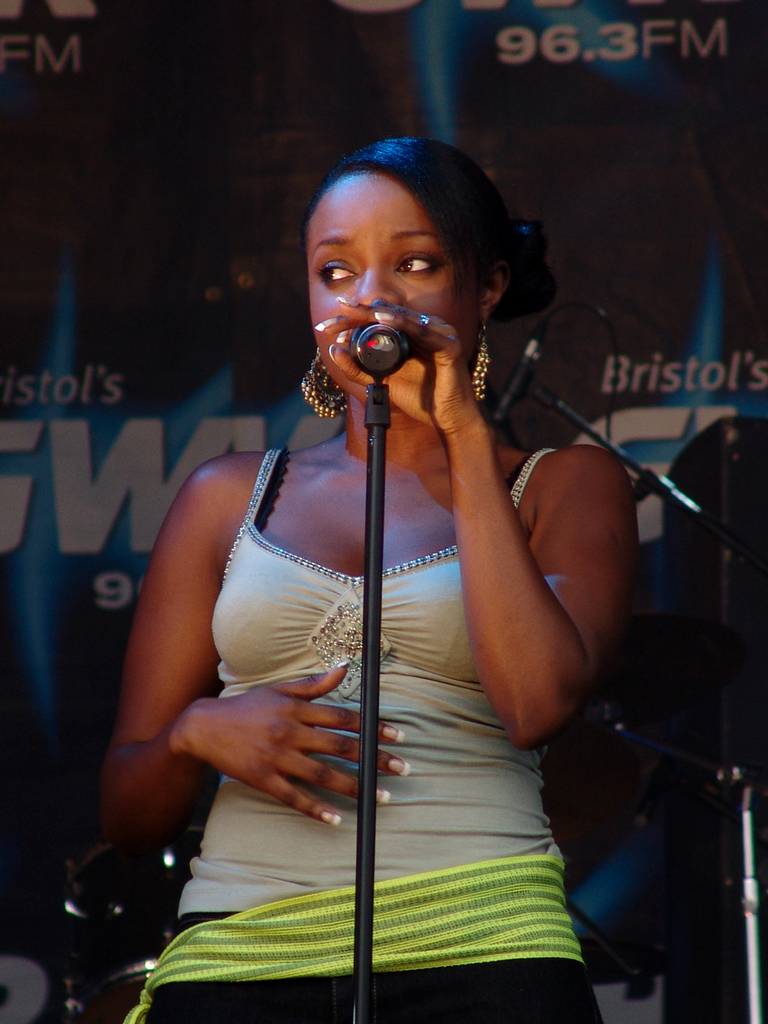
Keisha Buchanan

- Keisha, attrice pornografica statunitense
- Keisha Anderson, cestista statunitense
- Keisha Buchanan, cantautrice britannica
- Keisha Castle-Hughes, attrice australiana naturalizzata neozelandese
- Keisha Hampton, cestista statunitense
- Keisha White, cantante britannica

### Variante Keshia
- Keshia Baker, atleta statunitense
- Keshia Chanté, cantante canadese
- Keshia Knight Pulliam, attrice statunitense

### Altre varianti
- Kesha, cantautrice statunitense
- Kisha, cantante svizzera
- Keyshia Cole, cantante statunitense
- Kisha Ford, cestista e allenatrice di pallacanestro statunitense
- La'Keshia Frett, cestista, allenatrice di pallacanestro e dirigente sportiva statunitense
- Nykesha Sales, cestista statunitense